# مرغ دوزنده خاکسترگون
مرغ دوزنده خاکسترگون (نام علمی: Orthotomus ruficeps) نام یک گونه از سرده مرغ دوزنده است.